# Janette Nesheiwat
Janette Nesheiwat (* 25. August 1976 in Carmel, New York, Vereinigte Staaten) ist eine US-amerikanische Ärztin, die 2025 für das Amt des Generalarztes der Vereinigten Staaten nominiert war.

## Werdegang
Nesheiwat wurde 1976 als Tochter christlicher jordanischer Einwanderer geboren. Sie beendete 2000 ein Biologiestudium an der University of South Florida mit einem Bachelorabschluss. Anschließend studierte Nesheiwat bis 2005 an der privaten American University of the Caribbean School of Medicine auf der Karibikinsel St. Martin Humanmedizin. Danach absolvierte sie an der University of Arkansas for Medical Sciences eine dreijährige Facharztweiterbildung zur Allgemeinmedizinerin, die sie 2009 abschloss.
Nesheiwat war stellvertretende medizinische Leiterin des Gesundheitsunternehmens CityMD. Sie ist seit März 2020 als medizinische Redakteurin bei Fox News tätig.